# Glaciar Alemania (Chile)
El Glaciar Alemania, también conocido como Glaciar Roncagli, es un glaciar ubicado en el parque nacional Alberto de Agostini, Tierra del Fuego, Chile. El avance de uno de sus lóbulos bloqueó el drenaje de algunos arroyos, formando el lago Martinic.

## Ubicación
El glaciar Roncagli se encuentra ubicado en la parte sureste del campo de hielo Cordillera Darwin, en Tierra del Fuego, Chile.

## Superficie
El glaciar posee una superficie aproximada de 116 km².